# Nowa Wieś (powiat sztumski)
Nowa Wieś (dawniej: niem. Neudorf) – wieś w Polsce położona w województwie pomorskim, w powiecie sztumskim, w gminie Sztum przy drodze krajowej nr 55.
Wieś królewska położona była w II połowie XVI wieku w województwie malborskim. W latach 1975–1998 miejscowość administracyjnie należała do województwa elbląskiego.

## Części wsi
| SIMC    | Nazwa     | Rodzaj  |
| ------- | --------- | ------- |
| 0158630 | Nowa Wieś | kolonia |

W skład Nowej Wsi wchodzi również nieoficjalny (brak SIMC) przysiółek Nowiny

## Historia
W pobliżu wsi zachowały się fragmenty wałów i fosy grodziska kultury łużyckiej. Wieś po raz pierwszy wymieniona jest w 1295, ponownie wzmiankowana w 1317. W 1326 urząd sołecki otrzymał Konrad von Vrankenham od komtura dzierzgońskiego Lutera z Brunszwiku. W 1565 wieś posiadała 51 włok ziemi, 2 młyny i zamieszkiwało ją 18 gburów. W czasie spisu w 1910, za Polską opowiedziało się 434 mieszkańców wsi, a za Niemcami 125. W 1918 została uruchomiona biblioteka, którą prowadził Lisiecki, a następnie Konrad Smoliński i Maria Wabesiakówna. Na krótko w 1920 została otwarta ochronka, a w 1930 szkoła Polska. W latach 1930–1945 Niemcy usunęli z nazwy przymiotnik "Kóniglich" / (królewski) wskazujący na wcześniejsze związki wsi z Koroną Polską.